# Mistrzewice
Mistrzewice – wieś w Polsce położona w województwie mazowieckim, w powiecie sochaczewskim, w gminie Młodzieszyn.
Wieś duchowna Mistrzowice położona była w drugiej połowie XVI wieku w powiecie gąbińskim ziemi gostynińskiej województwa rawskiego. W latach 1975–1998 miejscowość położona była w województwie skierniewickim.
Wieś położona nad rzeką Bzurą, w połowie drogi z Sochaczewa do Kamiona, w gminie Młodzieszyn. Stanowiły ją Mistrzewice Stare, wywodzące swój rodowód ze średniowiecza i Mistrzewice Poduchowne, powstałe dopiero w XX wieku, teraz ich nazwy to Mistrzewice i Nowe Mistrzewice. Mistrzewice zamieszkuje około 235 osób, długość wsi wynosi 3 km. Miejscowości leżące niedaleko Mistrzewic to: Witkowice, Brochów, Konary, Żuków, Helenka, Bibiampol, Młodzieszyn. 
(Informacje zaczerpnięte z gminnej książki o gminie Młodzieszyn)